# ألكسندر فون هومبولت
البروسي فريدريش فيلهلم هاينريتش ألكسندر فون هومبولت (بالألمانية: Alexander von Humboldt)‏ (14 سبتمبر عام 1769 – 6 مايو عام 1859) وهو مؤلف موسوعي، وعالم جغرافي، وعالم تاريخ طبيعي، ومستكشف، ومؤيد مؤثر للفلسفة والعلوم الرومانسية. هو الأخ الأصغر للوزير البروسي، والفيلسوف، وعالم اللغويات فيلهلم فون هومبولت (1767-1835). وضع عمل هومبولت الكمي في الجغرافيا النباتية حجر الأساس لعلوم الجغرافيا الحيوية. شكّل تأييد هومبولت لإجراء القياسات الجيوفيزيائية المنهجية طويلة الأمد ركيزة لعلم مغناطيسية الأرض الحديث وعلم الأرصاد الجوية.
تجول هومبولت على نطاق واسع في الأمريكيتين بين عامي 1799 و1804، إذ يُعتبر أول من استكشفها من وجهة نظر علمية حديثة مع إيراده وصفًا لها. كُتب وصفه للرحلة ونُشر في مجموعة هائلة من المجلدات على مدى 21 عامًا. يُعد هومبولت واحدًا من أوائل الأشخاص الذين اقترحوا فكرة أن الأراضي المطلة على المحيط الأطلسي (أمريكا الجنوبية وأفريقيا بشكل خاص) كانت أرضًا واحدة في ما سبق. أحيا هومبولت استخدام كلمة الكون من الفلسفة اليونانية القديمة، وأدخلها إلى أطروحته «الكون» متعددة الأجزاء، والتي سعى فيها إلى توحيد فروع متنوعة من المعارف والثقافات العلمية. حفز هذا العمل المهم أيضًا إجراء تصور شامل للكون بصفته كيانًا تفاعليًا واحدًا. يُعتبر هومبولت أول من وصف ظاهرة تغير المناخ الناجم عن الإنسان وسببه، بناءً على الملاحظات التي سجلها خلال رحلاته في عام 1800، ومرة أخرى في عام 1831.

## نشأته وتعليمه
وُلد ألكسندر فون هومبولت في برلين، بروسيا في 14 سبتمبر عام 1769. عُمِّد وهو طفل رضيع، وفق المذهب اللوثري، على يد كارل الأول دوق براونشفايغ-فولفنبوتل، الذي كان عرابًا حينها.
ينتمي والد هومبولت، ألكسندر جورج فون هومبولت، إلى عائلة بوميرانيا الشهيرة. كان هومبولت رائدًا في الجيش البروسي، إذ خدم مع دوق برونزويك، على الرغم من عدم انتمائه لطبقة النبلاء. كُوفئ ألكسندر جورج في عمر الثاني والأربعين على خدمته في حرب السنوات السبع بمنصب المهجعي الملكي. استفاد من منصبه في استئجار اليانصيب الحكومي وبيع التبغ. تزوج للمرة الأولى ابنة معاون الجنرال البروسي شيدر، وتزوج ثانية في عام 1766 أرملةَ بارون هولويدي، ماريا إليزابيث كولومب، وهي امرأة متعلمة، كان لديها طفلة واحدة. أنجب ألكسندر جورج وماريا إليزابيث ثلاثة أطفال، ابنة توفيت شابة، وثم ولدان، فيلهلم وألكسندر. لم تكن علاقة ابنها الأول فيلهلم وأخوه غير الشقيق ألكسندر على ما يرام، ولم تُذكر هذه العلاقة في تاريخ العائلة.
توفي ألكسندر جورج في عام 1779، تاركًا الأخوين هومبولت تحت رعاية أمهما التي كانت بعيدة عنهما، وقد امتلكت طموحات كبيرة لألكسندر وشقيقه الأكبر فيلهلم، إذ عينت لهما معلمين ممتازين من صاحبي الفكر التنويري، بمن فيهم الطبيب الكنتي ماركوس هيرز، وعالم النبات كارل لودفيغ فيلدينوف، الذي أصبح أحد أهم علماء النبات في ألمانيا. توقعت والدة هومبولت لهما أن يصبحا موظفين مدنيين في الدولة البروسية. تحولت الأموال، التي تركها البارون هولويدي لوالدة ألكسندر، بعد وفاتها إلى مصدر تمويل رئيسي لاستكشافات ألكسندر، إذ شكلت أكثر من 70% من مصدر دخله الخاص.
حصل ألكسندر على اللقب الهزلي «الصيدلاني الصغير»، بسبب نزعته الشبابية لجمع النباتات، والأصداف، والحشرات، وتصنيفها. احتفل ألكسندر بمسيرته السياسية، ودرس الشؤون المالية لمدة ستة أشهر خلال عام 1787 في جامعة فيدأرينا الأوروبية، التي اختارتها والدته لقربها من منزلهما في برلين، على الرغم من ضعف تميزها من الناحية الأكاديمية. قُبل ألكسندر بجامعة غوتينغن في 25 أبريل عام 1789، وتميز في محاضرات كريستيان غوتلوب هايني وعالم التشريح يوهان فريدريش بلومنباخ. لم يتواصل ألكسندر كثيرًا مع شقيقه فيلهلم الذي كان طالبًا في غوتينغن، نظرًا إلى اختلاف اهتماماتهما الفكرية بشكل كلي. نمت اهتماماته الواسعة والمتنوعة في ذلك الوقت بصورة تامة.
التقى ألكسندر في غوتينغن بغيورغ فوستر، عالم الطبيعة الذي رافق الكابتن جيمس كوك في رحلته الثانية. تجول هومبولت مع فورستر في أوروبا، إذ سافر الاثنان إلى إنجلترا في أول رحلة بحرية شملت هومبولت، وهولندا، وفرنسا. قابل ألكسندر في إنجلترا السيد جوزيف بانكس، رئيس الجمعية الملكية، الذي سافر مع الكابتن كوك؛ عرض بانكس هومبولت نماذج كثيرة من مجموعته العشبية، مع عينات من المناطق الاستوائية التي جمعها من بحر الجنوب. استمرت الصداقة العلمية بين بانكس وهومبولت حتى وفاة بانكس في عام 1820، إذ تشارك كلاهما العينات النباتية بغية دراستها. حصلت البنوك أيضًا عن طريق علاقاته في الوسط العلمي على تمويل لدعم أعماله اللاحقة.
كتب هومبولت أطروحته بعد رحلته إلى نهر الراين في عام 1790 بعنوان المشاهدات المعدنية لأنواع البازلت المختلفة الموجودة في نهر الراين (براونشفايغ، 1790).
كان شغفه بالسفر قديم العهد. كرّس هومبولت مواهبه لإعداد نفسه كمستكشف علمي، إذ درس التجارة واللغات الأجنبية في هامبورغ، والجيولوجيا في جامعة فرايبيرغ التكنولوجية للمناجم في عام 1791 تحت إشراف أبراهام فيرنر، رئيس الكلية النبتونية للجيولوجيا. التقى في فرايبيرغ عددًا من الرجال الذين أثبتوا أهميتهم بالنسبة لمسيرته المهنية لاحقًا، بمن فيهم الإسباني مانويل ديل ريو، الذي أصبح مديرًا لجامعة كولورادو للمناجم، المُنشئة في المكسيك؛ وكريستيان ليوبولد فون بوخ، الذي أصبح جيولوجيًا إقليميًا، وأهمهم يوهان كارل فرايسلبين، الذي أصبح وصيًا على هومبولت وصديقًا حميمًا له. تزوج أخوه فيلهلم خلال هذه الفترة، لكن ألكسندر لم يحضر حفل زفافه.

## هومبولت في الأدب والفن
- تتناول رواية «مسح العالم» (بالألمانية: Die Vermessung der Welt) للكاتب النمساوي دانييل كيلمان (2005) حياة العالمين ألكسندر فون هومبولت وكارل فريدريش غاوس و ISBN 3-498-03528-2.، الترجمة العربية: كاميران حوج، هيئة أبو ظبي للثقافة والتراث، أبو ظبي، 2009 ، ردمك 9789948014058
- حولت رواية دانييل كيلمان إلى فيلم يحمل نفس العنوان، للمخرج الألماني ديتليف بوك، 2012

## روابط خارجية
- ألكسندر فون هومبولت على موقع الموسوعة البريطانية (الإنجليزية)